# 4C busz (Kazincbarcika)
A kazincbarcikai 4C jelzésű autóbuszvonal az Autóbusz-állomás, a Kertváros és a Vájár utca között húzódott, amelyet a Volánbusz Zrt. üzemeltetett.

## Története
Az 1983 és 1987 között felépült KISZ-lakótelep hatására 1988 során, az ekkor már 20 éve fennálló herbolyai 4-es buszvonal nyomdokaiba lépett a városi buszállomás és az újépítésű családiházak között közlekedő 4C jelzésű buszok megjelenése. Bár nem a Tardonai úton közlekedett, hanem a Vécsetal-tanya és Herbolyabánya-telep környékén elterülő övezetben, normális tömegközlekedéssel szolgált, mely később a Vájár utca végén kialakított buszfordulóig tartott. Ezzel egyidejűleg a 42-es buszok is beindultak a Borsodi Vegyi Kombináton át egészen a Bányagépjavítóig, közvetlen kapcsolatot létrehozva.
Az idő múlásával a gazdagabb réteg kezdte belakni a Kertvárost, akiknek már a kétezres években is csak egy extra funkciónak szolgált a helyi autóbusz. A város tömegközlekedésének kihasználtsága itt is elkezdett csökkenni, így a Borsod Volán helyközi járatot irányított ide, pontosan 4047-es busz hétköznap kétszer (reggel és késő este), hétvégén csak késő este Berentéről közlekedett el idáig. Az Észak-magyarországi Közlekedési Központ és a Volánbusz első két éve alatt még egy járatpár 4048-as busz közlekedett ide, a 4C buszvonalon csak járatritkítás volt jellemző.
A következő lépcső a Volánbusz 2020 júliusában esedékes térségi menetrendreformhoz köthető. 3766-os számmal a Vájár utcai fordulóig közlekedő, gyorsított autóbuszok jelentek meg, melyek kiváltottak néhány reggeli és délutáni indítást.
2024. január 1-től önkormányzati döntés alapján a jövőben a város tömegközlekedésének nagyrészét helyközi autóbuszok végzik. A változás a 4C-s buszvonalat (valamint a 4-est) is érintette oly módon, hogy azt megszűntették, helyette a 4046-os buszt hozták létre, mely a buszállomásról indulva kitérést tesz a Vájár utcáig, majd a Mátyás király úton közlekedik Berente felé.
| Vonal száma | Vonal viszonylata                                             | Vájár utca érintése       | Vájár utca érintése |
| Vonal száma | Vonal viszonylata                                             | Közlekedési rend          | Alkalom             |
| ----------- | ------------------------------------------------------------- | ------------------------- | ------------------- |
| 3766        | Miskolc – Sajószentpéter – Kazincbarcika, Vájár u. / Herbolya | tanítási napokon          | 2 érkezik, 3 indul  |
| 3766        | Miskolc – Sajószentpéter – Kazincbarcika, Vájár u. / Herbolya | tanszünetben munkanapokon | 1 érkezik, 3 indul  |
| 4046        | Kazincbarcika – Berente                                       | munkanapokon              | 4 járat             |
| 4046        | Kazincbarcika – Berente                                       | hétvégén                  | 3 járat             |
| 4047        | Berente – Kazincbarcika, Vájár u.                             | munkanapokon              | 1 érkezik           |
| 4048        | Kazincbarcika – Berente                                       | munkanapokon              | 2 indul             |
| 4048        | Kazincbarcika – Berente                                       | hétvégén                  | 1 indul             |

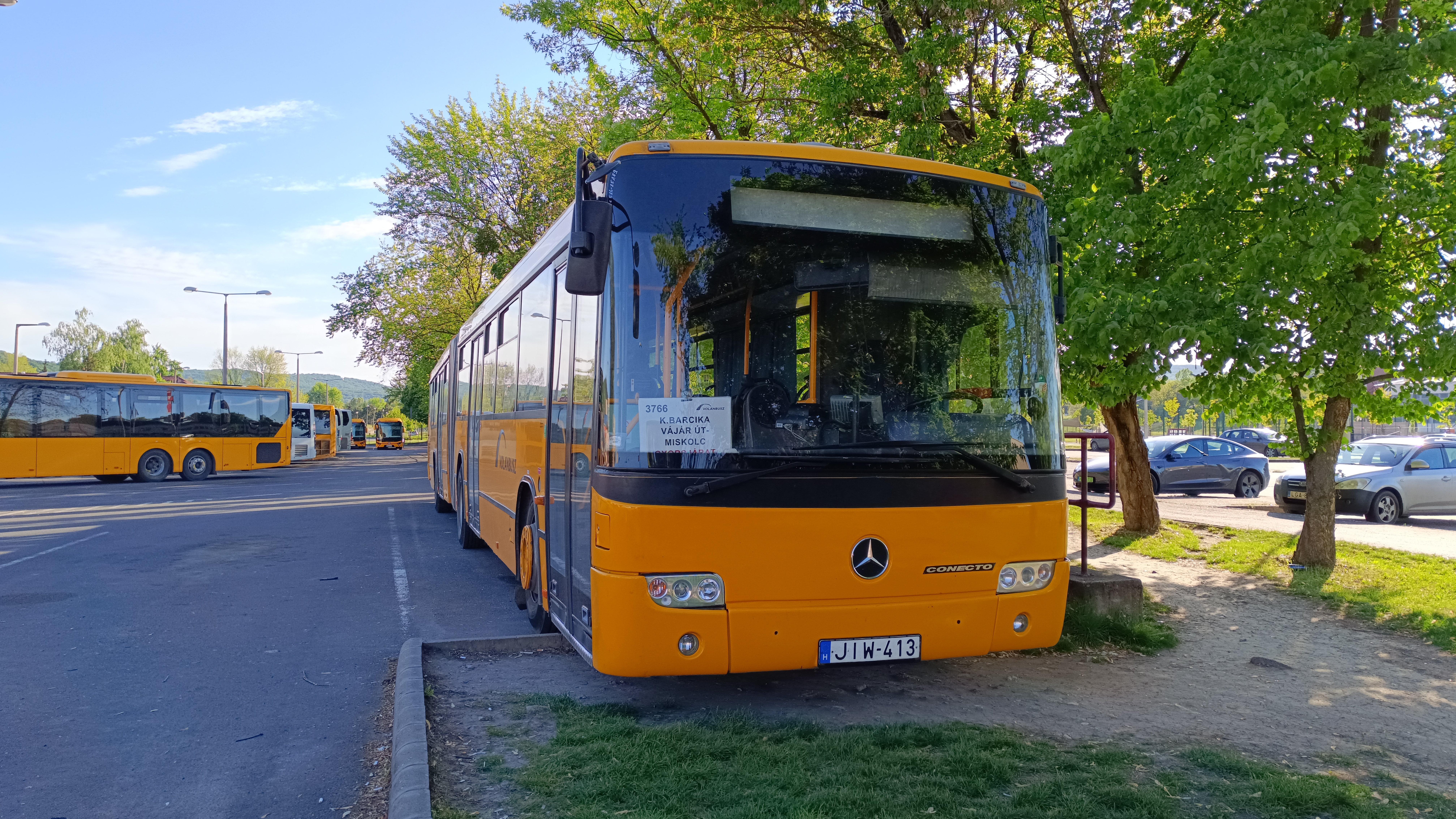
3766-os buszvonalon általában csuklós van
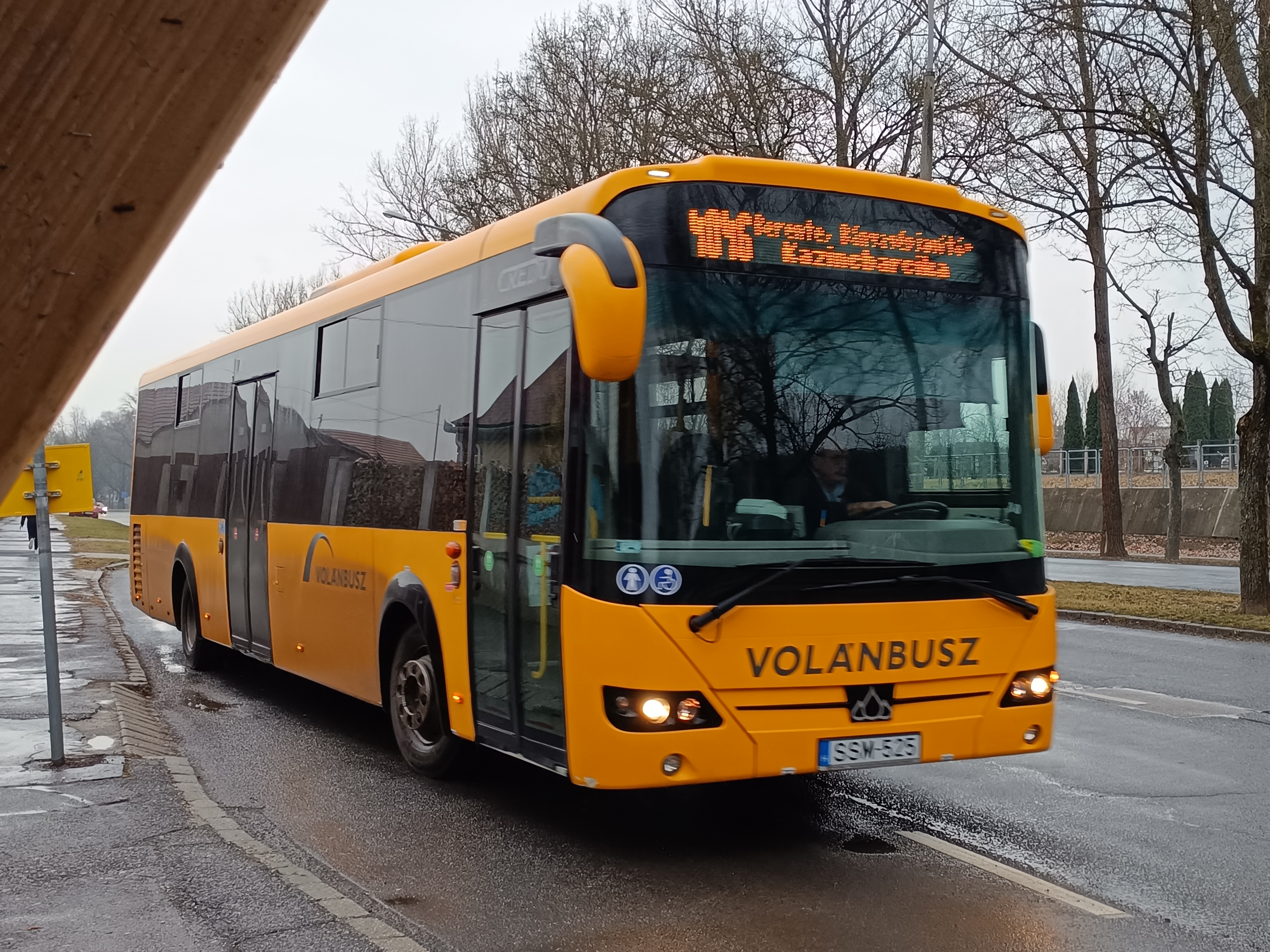
A buszállomásra, de a Vájár utca érintésével
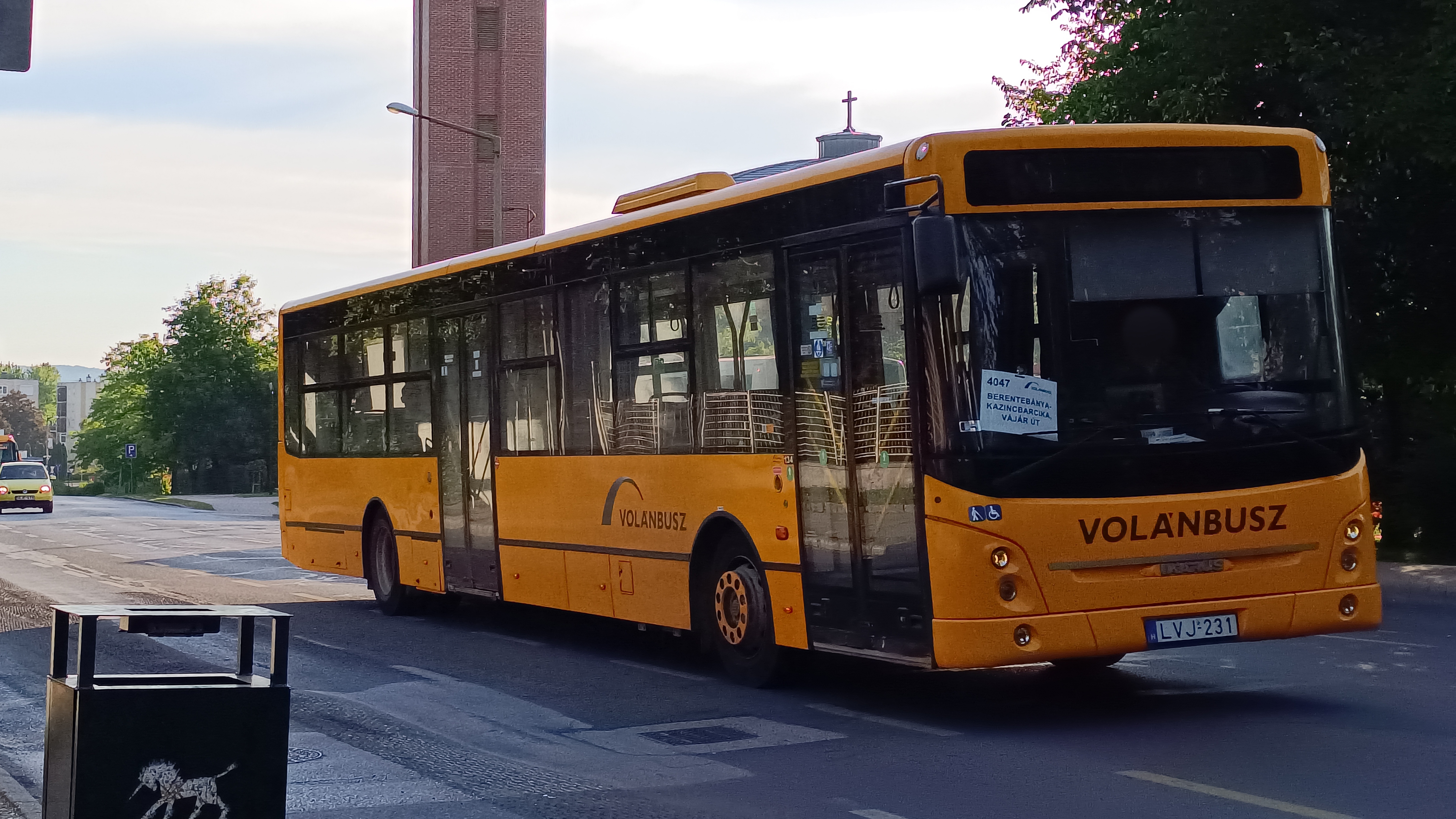
Tovább a Kertvárosba

## Útvonala
| Autóbusz-állomás – Kertváros – Vájár utca                                                                   | Vájár utca – Kertváros – Autóbusz-állomás                                                                   |
| --- | --- |
| Autóbusz-állomás ➝ Mátyás király út ➝ Herbolyai út ➝ Munkás utca ➝ Vájár utca ➝ Vájár utca autóbusz-forduló | Vájár utca autóbusz-forduló ➝ Vájár utca ➝ Munkás utca ➝ Herbolyai út ➝ Mátyás király út ➝ Autóbusz-állomás |

## Közlekedése
Indításai a hét minden napján történtek, ritka ütemben. Jellemzően reggel és a délutáni órákban történt indítás.
| Viszonylat                                     | Indításszám     | Közlekedési rend          |
| ---------------------------------------------- | --------------- | ------------------------- |
| Autóbusz-állomás – Vájár utca autóbusz-forduló | 4 oda, 2 vissza | tanítási napokon          |
| Autóbusz-állomás – Vájár utca autóbusz-forduló | 3 oda, 2 vissza | tanszünetben munkanapokon |
| Autóbusz-állomás – Vájár utca autóbusz-forduló | 2 pár           | hétvégén                  |

### Járművek
Az indításokat legtöbbször Credo Econell 12 autóbusz végezte, de fellelhető volt Credo EN 9,5 és Mercedes-Benz Intouro is. A 9,5 méteres szóló a városi közlekedésre lett kialakítva, míg másik kettő helyközi feladatokra "szakosodott".

## Megállóhelyei
| 0 | Autóbusz-állomás végállomás                       | 0.0 km | 0 | 3, 3B, 4, 4B, 9, 23 1054 3408, 3756, 3763, 3764, 3765, 3766, 3767, 3770, 3772, 3773, 4040, 4041, 4047, 4048, 4050, 4052, 4057, 4059, 4060, 4065, 4066, 4069, 4070, 4075, 4080, 4082, 4083, 4084, 4154 |
| 1 | Kertváros, II. számú iskola                       | 1.0 km | 2 | 4B, 42 3766, 4047, 4048, 4066 |
| 2 | Kertváros, Herbolyai utca                         | 1.8 km | 3 | 4B, 42 3766, 4047, 4048 |
| 3 | Kertváros, Munkás utca 44. (↓) Vájár utca 46. (↑) | 2.1 km | 4 | 4B, 42 3766, 4047, 4048 |
| 4 | Vájár utca autóbusz-forduló végállomás            | 2.6 km | 6 | 42 3766, 4048 |